# GRL-GRUP
GRL-GRUP je EP americké hudebnice Moe Tucker. Jeho nahrávání probíhalo ve studiu Casino Studio v Atlantě v americkém státě Georgie a album vyšlo v prosinci 1997 u vydavatelství Lakeshore Drive Records. Album obsahuje čtyři písně z období Motownu (z toho i titul na obalu alba „Moetown“ a na všech z nich se autorsky podílel Phil Spector. Album bylo věnováno Sterlingu Morrisonovi.

## Seznam skladeb
| Pořadí         | Název                      | Autor                                     | Délka |
| -------------- | -------------------------- | ----------------------------------------- | ----- |
| 1.             | Then He Kissed Me          | Phil Spector, Ellie Greenwich, Jeff Barry | 3:20  |
| 2.             | Be My Baby                 | Spector, Greenwich, Barry                 | 3:11  |
| 3.             | To Know Him Is to Love Him | Spector                                   | 2:36  |
| 4.             | Da Doo Ron Ron             | Spector, Greenwich, Barry                 | 2:29  |
| Celková délka: | Celková délka:             | Celková délka:                            | 11:36 |

## Obsazení
Hudebníci
- Moe Tucker – zpěv
- John Sluggett – bicí, perkuse, varhany, klavír, doprovodný zpěv
- Matt Kohut – kontrabas, kytara, dvanáctistrunná kytara, klavír, doprovodný zpěv
- Paul Mercer – housle
- Chandler Rentz – rumba koule
- Damon Young – kytara
- Nick Pagan – klávesy
- Regeana Morris – doprovodný zpěv
- Grace Brown – doprovodný zpěv
- Ani Cordero – doprovodný zpěv
- Linda Sluggett – doprovodný zpěv
- Kristin Moody – klarinet
- Phil Hadaway – xylofon, Mellotron

Technická podpora
- Phil Hadaway – producent
- John Craig – vedoucí producent
- Moe Tucker – mix
- Caram Costanzo – mix
- Rodney Mills – mastering